# Angelot
L'angelot o escat (Squatina squatina) és una espècie de tauró de la família Squatinidae, pròpia de l'Atlàntic oriental i la Mediterrània.

## Descripció
- Cos ample amb el cap gran i pla.
- Les aletes pectorals, carnoses, s'estenen a banda i banda del cap sense soldar-s'hi.
- Dues aletes dorsals petites, situades per darrere de les ventrals.
- Sense aleta anal ni membrana nictitant.
- Té cinc parells de fenedures branquials.
- Presenta una coloració terrosa sense taques al cos.
- Ultrapassen els 183 cm de longitud.
- Els mascles assoleixen la maduresa sexual als 180 cm, i les femelles entre els 125 i 165 cm.

## Hàbitat
Durant el dia es troba parcialment soterrat en el fons de sorra o fang amb una actitud desmanyotada. A la nit neda pel fons enèrgicament. Es distribueix des de la costa fins a fondàries de 150 m. Quan està colgat, només li surten els ulls; amb aquesta postura pot assetjar les preses, que captura saltant sobre elles amb la boca oberta.

## Alimentació
Consumeix peixos plans (palaies i llenguados), també petits taurons, rajades, mol·luscs i crustacis.

## Reproducció
És ovovivípar aplacentari. A la primavera les femelles surten dels amagatalls de les fondàries per apropar-se a les aigües costaneres més somes, on donen ventrades de 9 a 20 individus de 24 a 30 cm de longitud total.

## Aprofitament
Espècie sense interès pesquer. Abans molt comuna, cada vegada és menys habitual veure-la a les llotges, a causa de la pesca il·legal d'arrossegament en caladors de menys de 50 m de fondària.
La pell s'usava com a paper de vidre, i per això el paper de vidre també s'anomena paper d'escat o paper d'escatar.